# Three Live Ghosts
Three Live Ghosts è un film del 1929 diretto da Thornton Freeland.
È il remake di Three Live Ghosts, un film del 1922 di George Fitzmaurice. Un'altra versione, sempre con lo stesso titolo, uscirà nel 1936, diretta da H. Bruce Humberstone con Beryl Mercer che già in questa versione del 1929 aveva interpretato la parte di Mrs. Gibbins.

## Trama
Tre veterani della prima guerra mondiale ritornano a casa a Londra dopo l'armistizio, scoprendo di essere stati creduti morti.

## Produzione
Il film fu prodotto dalla Feature Productions e dalla Joseph M. Schenck Productions.

## Distribuzione
Distribuito dall'United Artists, il film uscì nelle sale cinematografiche USA il 15 settembre 1929.